# Punta Founset
La Punta Founset (2.797 m s.l.m.) è una montagna delle Alpi del Monginevro nelle Alpi Cozie.

## Descrizione

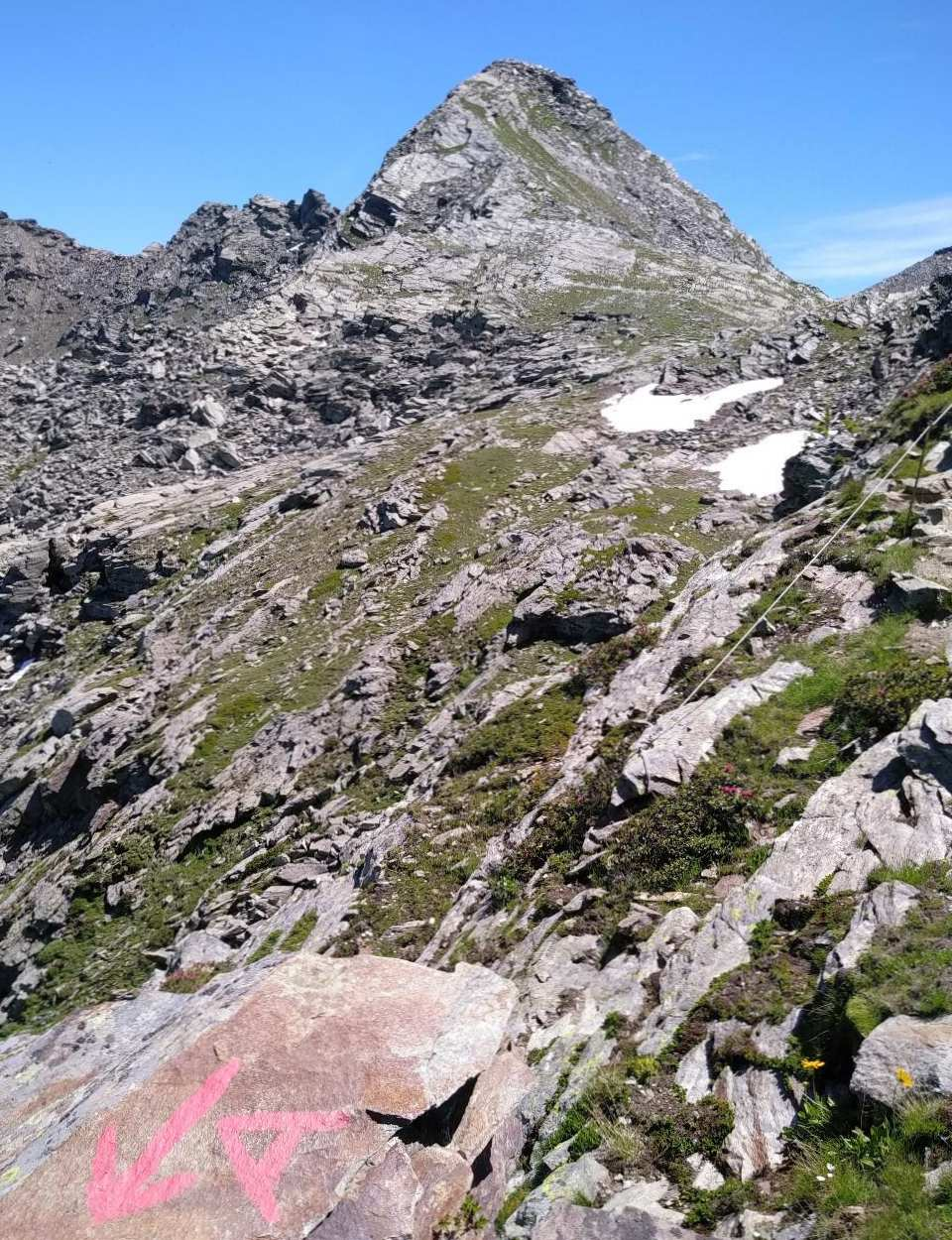
La vetta vista dalla Val Germanasca

La punta Founset si trova nella città metropolitana di Torino (Piemonte), in Val Germanasca. La montagna è collocata alla convergenza di tre valloni: la Conca Cialancia (percorsa dall'omonimo rio Cialancia, affluente in destra idrografica del Germanasca nei pressi di Perrero), l'Altopiano dei Tredici Laghi e la conca del Lago d'Envie. Il Passo della Cialancia (2683 m) la divide dall'omonima Punta Cialancia, mentre il crinale divisorio dell'Alltopiano dei Tredici Laghi prosegue verso ovest verso il Cappello d'Envie. Ai piedi della montagna a est è collocato il Parco naturale di Conca Cialancia.

## Accesso alla vetta
Si può salire sulla vetta partendo dal Ghigo di Prali, utilizzando eventualmente la seggiovia che parte nel primo tratto per abbreviare il percorso. Si tratta di un percorso la cui difficoltà escursionistica è di tipo EE, ovvero per escursionisti esperti.